# معركة ماريتسا
معركة ماريتسا (بالتركية: Çirmen Muharebesi)‏، سُميت نسبة إلى نهر ماريتسا، وهو نهر صغير ينبع من غربي بلغاريا ويمر على أدرنة ثم يصب في بحر إيجة، وتسمى أيضا معركة جيرنومين وأيضا معركة ماريتسا الثانية معركة وقعت بين القائد العثماني لالا شاهين باشا (أمير جيش السلطان العثماني مراد الأول) وملك الصرب فوكاشين مرنيافتشيفتش Vukašin Mrnjavčević (الذي كان يترأس جيش تحالف بلقاني، بمساعدة أخيه الديسپوت يوفان أوغلييشا Jovan Uglješa) على ضفاف نهر ماريتسا يوم الجمعة 2 ربيع الأول 773هـ الموافق لـ 26 سبتمبر 1371م.

## دواعي الخلاف
فتح السلطان مراد الأول، الدولة العثمانية مدينة أدرنة عام 1361م / 762هـ، وجعلها عاصمة الدولة ليكون على مقربة من أوروبا لفتح الأقاليم بها. فكان العثمانيون يهددون البيزنطيين والبلغاريين وخاصة الصرب.

## التحضيرات
ولما كان السلطان مراد الأول منشغلا في آسيا الصغرى، تكون تحالف أوروبي بلقاني صليبي سرعان ما باركه البابا، وضم الصربيين والبلغاريين والمجريين. وقد استطاعت الدول الأعضاء في التحالف الصليبي أن تحشد جيشًا بلغ عدده سبعين ألف جندي وسـار الجميع نحو أدرنة.

## المعركة
وفي 26 سبتمبر 1371م بينما خيّم الجيش الصليبي في الليل قرب نهر ماريتسا استعدادا للحرب في الغد، قام القائد العثماني لالا شاهين باشا، الذي كان يملك جيشًا أقل عددا من القوات المتحالفة، بالإغارة على مخيمهم ليلاً بينما كانوا نائمين، فوقعت معركة مروعة وسُحق الجيش المتحالف، وقُتل الملك الصربي وأخوه.
وكان من نتائج انتصار العثمانيين على نهر ماريتسا أمور مهمة منها :
1. تم لهم فتح تراقيا ومقدونيا ووصلوا إلى جنوب بلغاريا وإلى شرقي صربيا.
2. أصبحت مدن الدولة البيزنطية وبلغاريا وصربيا تتساقط في أيديهم واحدة تلو الأخرى.